# قلعه‌سر (لریک)
قلعه‌سر (به لاتین: Qələsər یا Qosələr) یک منطقه مسکونی در جمهوری آذربایجان است که در شهرستان لریک واقع شده است. قلعه‌سر ۱۶۳ نفر جمعیت دارد.